# Francine Closener
Francine Closener (ur. 29 grudnia 1969 w m. Steinfort) – luksemburska dziennikarka i polityk, sekretarz stanu, parlamentarzystka, współprzewodnicząca Luksemburskiej Socjalistycznej Partii Robotniczej (LSAP).

## Życiorys
W 1993 ukończyła studia z zakresu dziennikarstwa i komunikacji na Université Libre de Bruxelles. Pracowała jako dziennikarka w RTL Radio Lëtzebuerg, pełniła funkcję redaktora naczelnego tej stacji. W 2010 przeszła do telewizji RTL Télé Lëtzebuerg. W 2013 zaangażowała się w działalność polityczną, dołączając do Luksemburskiej Socjalistycznej Partii Robotniczej. Od tegoż roku do 2018 zajmowała stanowisko sekretarza stanu w pierwszym rządzie Xaviera Bettela. W 2019 objęła mandat posłanki do luksemburskiego parlamentu. Utrzymała go następnie w wyborach w 2023.
W marcu 2022 została wybrana współprzewodniczącego LSAP (obok Dana Biancalany).